# Flexflight
Flexflight ApS ist eine dänische Fluggesellschaft mit Sitz in Roskilde und Basis auf dem Flughafen Kopenhagen-Roskilde.

## Unternehmen
Flexflight bietet Charterflüge mit  Geschäftsreiseflugzeugen, Management von Flugzeugen anderer Fluggesellschaften sowie ein Ticket-Systeme für Fluggesellschaften mit IATA-Code W2 an, beispielsweise für die Rhein-Neckar Air.

## Flugziele
Flexflight verbindet den Flugplatz Augsburg mit Salzburg. Dies dient dazu, den IATA-Code der Gesellschaft, W2, behalten zu können. Zudem werden Charter angeboten.

## Flotte

### Aktuelle Flotte
Mit Stand vom Mai 2023 besteht die Flotte der Flexflight aus zwölf Geschäftsreiseflugzeugen:
| Flugzeugtyp             | Anzahl | bestellt | Anmerkungen | Sitzplätze |
| ----------------------- | ------ | -------- | ----------- | ---------- |
| Challenger 604          | 01     |          |             | 11         |
| Challenger 605          | 01     |          |             | 10         |
| Cessna 172              | 01     |          |             | 3          |
| Cessna CitationJet CJ2+ | 01     |          |             | 6–7        |
| CitationJet M2          | 01     |          |             | 4          |
| Gulfstream G200         | 02     |          |             | 9 oder 10  |
| Pilatus PC-12           | 05     |          |             | 8          |
| Gesamt                  | 12     | –        |             |            |

### Ehemalige Flugzeugtypen
- Cessna Citation II
- Cessna Citation Bravo